# ニオブララ累層
ニオブララ累層（ニオブララるいそう）は、後期白亜紀のコニアシアン、サントニアン、カンパニアンにあたる8700 - 8200万年前に堆積した、北アメリカの地層。2つの構造ユニットからなり、スモーキーヒルチョーク部層がフォートヘイズ石灰岩部層の上に横たわっている。西部内陸海路（白亜紀の大部分において北アメリカを分断した内海）に生息した微生物に由来する円石から構成されており、アメリカ合衆国とカナダのグレートプレーンズの大部分の下に存在する。脊椎動物の化石証拠は層全体を通して共通しており、首長竜・モササウルス科・翼竜・原始的な水鳥の標本が産出している。ニオブララ累層のタイプ産出地はアメリカ合衆国ネブラスカ州北東部のノックス郡である。

## 探査の歴史
ニオブララ累層は1870年にイェール大学のオスニエル・チャールズ・マーシュが先導する遠征中に発見された。同年および1871年・1872年の調査により、この地層に一般に共通する数多くの脊椎動物化石が初めて発見された。1879年まではマーシュが指名したベンジャミン・フランクリン・マッジやサミュエル・ウェンデル・ウィリストンといったプロの化石収集家の指揮の下で調査が続けられた。
それ以来ニオブララ累層の発掘調査は続いており、著名な化石収集家チャールズ・ヘイゼリアス・スタンバーグの息子ジョージ・フライヤー・スタンバーグとカンザス大学のH・T・マーティンにより標本が発見されている。この地層の秀逸な資料の1つはカンザス州ヘイズのスタンバーグ自然史博物館に展示されている。

## 層序
ニオブララ累層のスモーキーヒルチョーク部層はニオブララ累層で発見された化石の大半を占め、23の鍵層に分かれている。多くの脊椎動物は層の上側から出土し、ニオブララ累層の層序が完全に理解される前にほぼ全てが回収・記載されていた。標本は青灰色の頁岩ないし黄色の白亜と呼ばれる層から出土したものとして記載されており、これは以前考えられていたように異なる層序単位を示すものではなく、むしろ同じ露頭の様々な地点で確認される風化現象と捉えられている。
フォートヘイズ石灰岩部層は硬く巨大な石灰岩から構成されている。
ニオブララ累層は海洋の Pierre 頁岩の上に存在し、Carlile 累層やベントン頁岩の下に位置する。

## 生物相
ニオブララ累層が堆積する間、西部内陸海路には多様な生物が生息していた。中生代の終焉以前に進化した最後の水生生物の1つであるモササウルス類といった、多くの生命が白亜紀後期のこの時代までに出現した。ニオブララ累層の生物はダコタ累層に匹敵するが、ダコタ累層はセノマニアンで堆積しており、ニオブララ累層よりも1000万年昔の地層である。

### 無脊椎動物相
二枚貝、カキ、ウミユリ、アンモナイト、イカがニオブララ累層では一般的であり、当時の生物相の大部分を占めていた。海綿動物・環形動物・甲殻類の化石証拠は少ない。

### 脊椎動物相

#### 魚類
魚類はニオブララ累層で発見される遥かに普遍的な化石であり、サメや条鰭綱、肉鰭綱が豊富である。当時の海には小型の魚類だけでなく肉食性の大型魚類も生息しており、シファクティヌスが筆頭に挙げられる。現生種と近縁なものも発見されており、原始的なシーラカンス、ヒウチダイ科魚類、ミズウオ、レピソステウス属、サケ科魚類がいる。

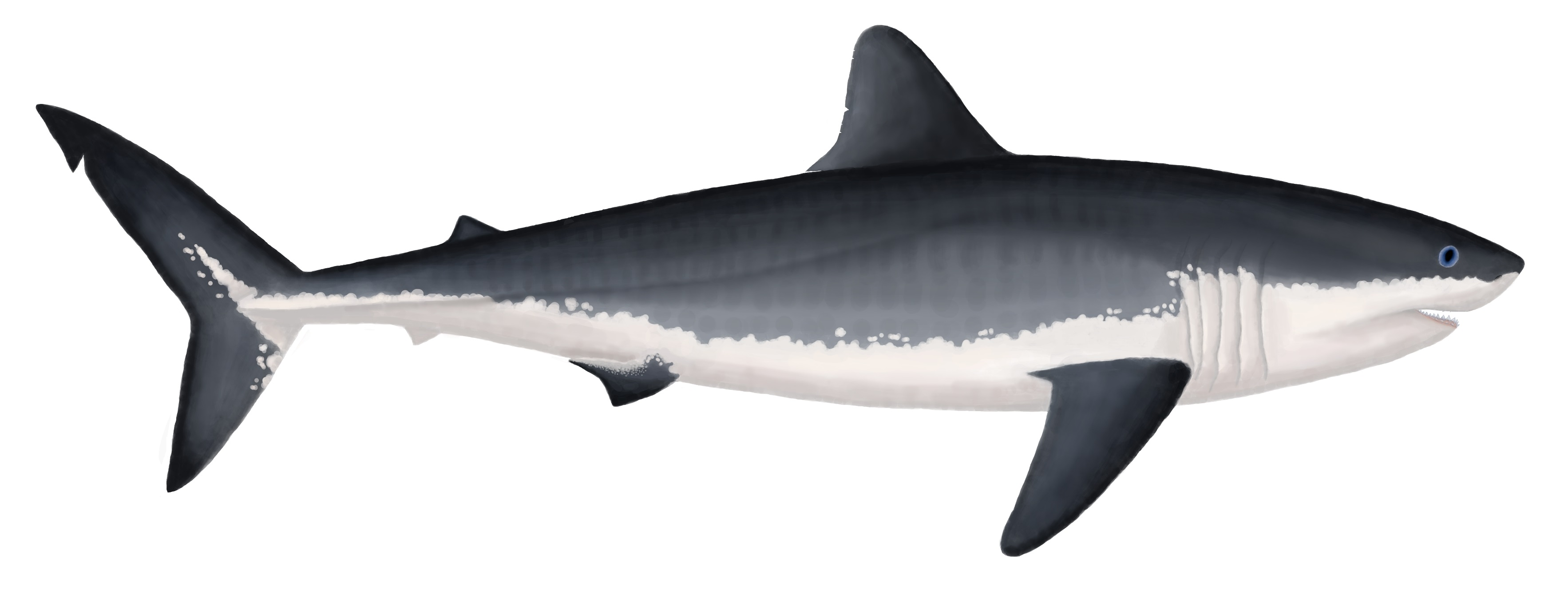
クレトクシリナ

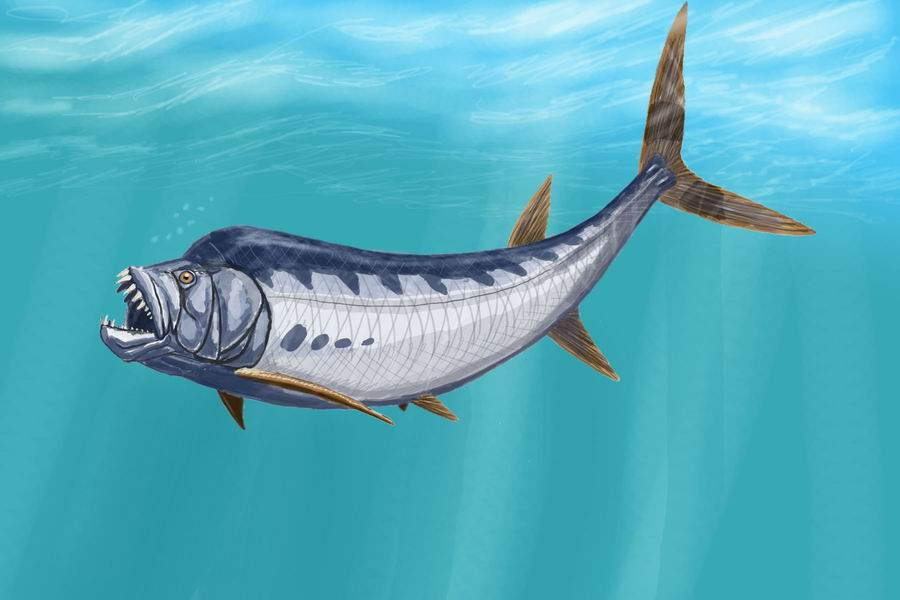
シファクティヌス

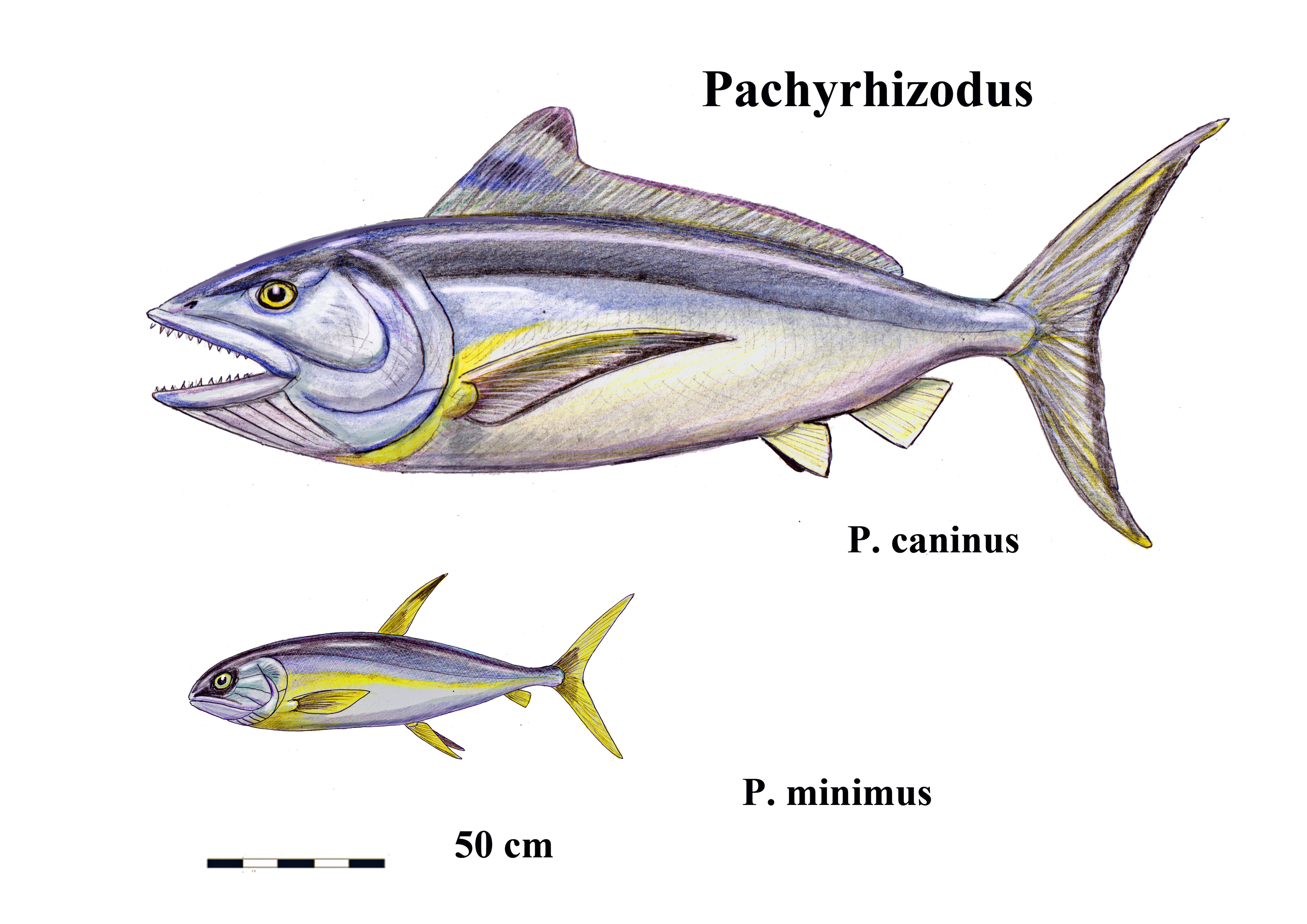
パキリゾドゥス

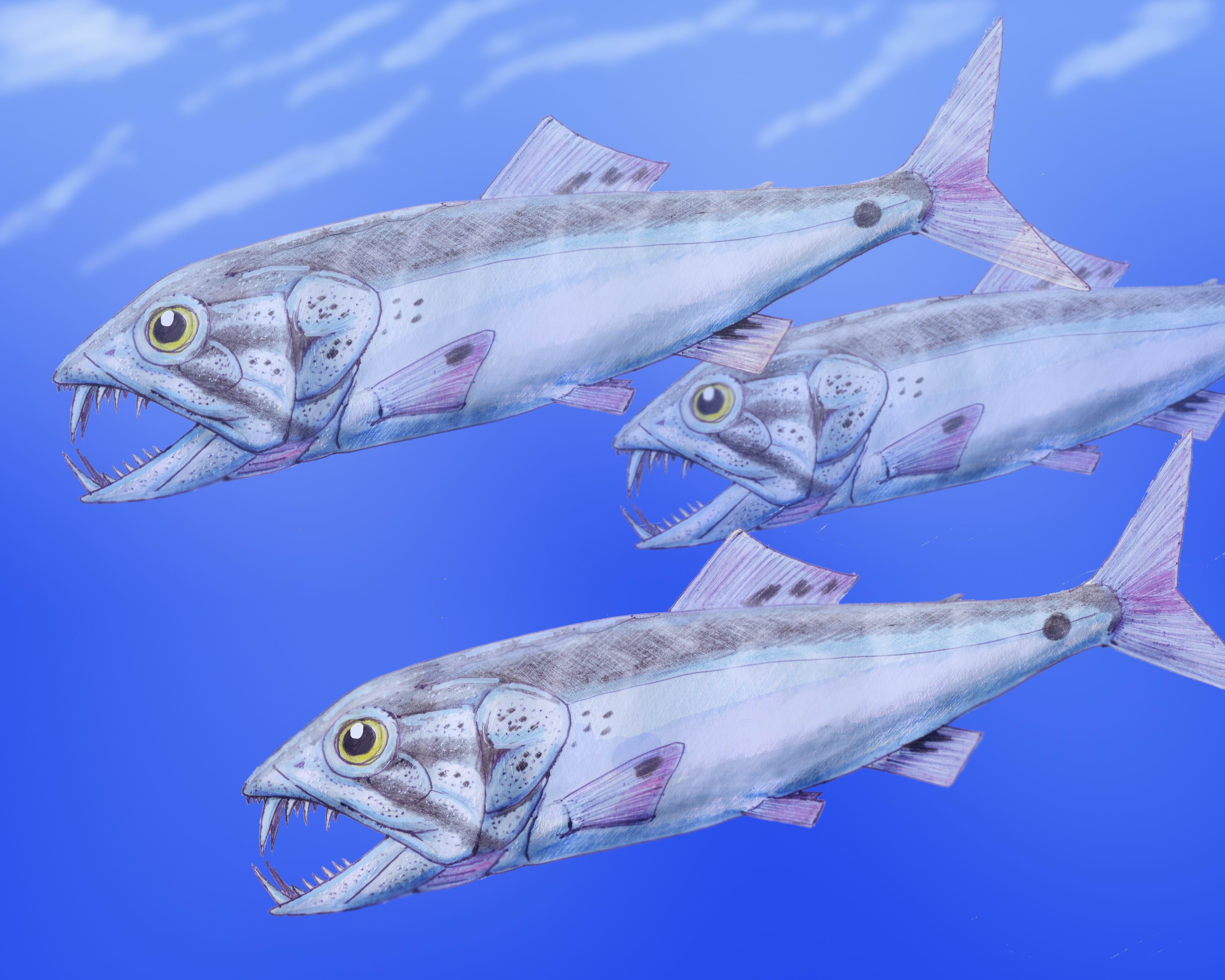
エンコドゥス

軟骨魚類
- クレトキシリナ
- クレトラムナ
- ジョンロンギア
- スクアリコラックス
- プチコドゥス
- エダフォドン

硬骨魚類
- ミクロピクノドン
- レピソステウス
- プロトスフィラエナ
- シファクティヌス
- イクチオデクテス
- ギリクス
- サウロドン
- サウロケファルス
- バナノギミウス
- トリプトドゥス
- マルティニクティス
- ニオブララ
- ザンクリテス
- パキリゾドゥス
- アプソペリックス
- フェリフロンス
- アエソケファリクチス
- キモリクチス
- エンコドゥス
- アパテオドゥス
- ストラトドゥス
- レプテコドン
- カンシウス
- カプロベリクス
- オモソマ

#### カメ

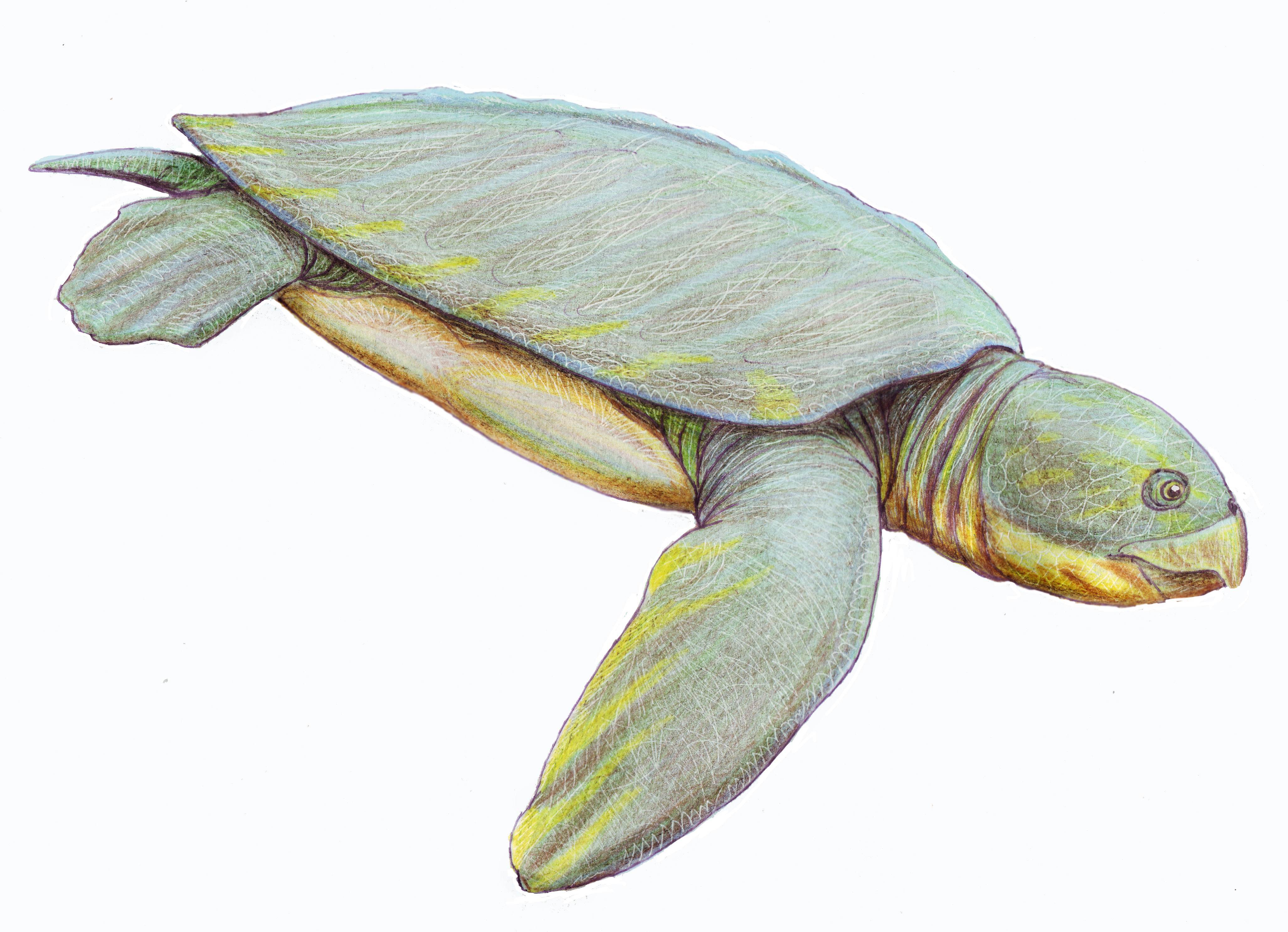
プロトステガ

大型のウミガメが発見されている。アンモナイトやイカ、その他頭足類を食糧としていた可能性が高い。
- ポルソケリス
- トクソケリス
- プロトステガ

#### 首長竜

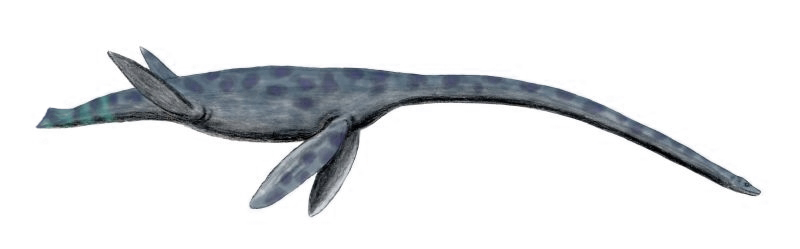
スティクソサウルス

ニオブララ累層の首長竜は、プレシオサウルス上科のうち首の長いエラスモサウルス科と首の短いポリコチルス科の2科からなる。ポリコチルス科はプリオサウルス亜目に類似するが、彼らはニオブララ累層には分布しておらず、直接的な系統関係もない。エラスモサウルス科と異なり、ポリコチルス科は素早く遊泳していたと考えられている。当時の海には首長竜は少なかったためニオブララ累層においても彼らは希少であり、むしろニオブララ累層の上に存在する Pierre 頁岩で出土することが多い。
- ポリコチルス
- ドリコリンコプス
- スティクソサウルス
- エラスモサウルス

#### モササウルス科

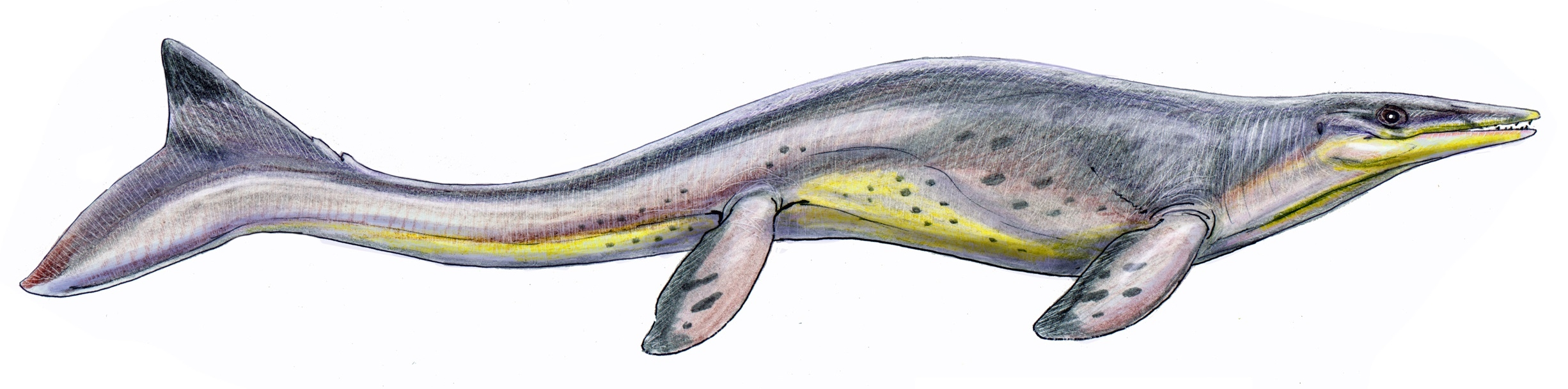
ティロサウルス

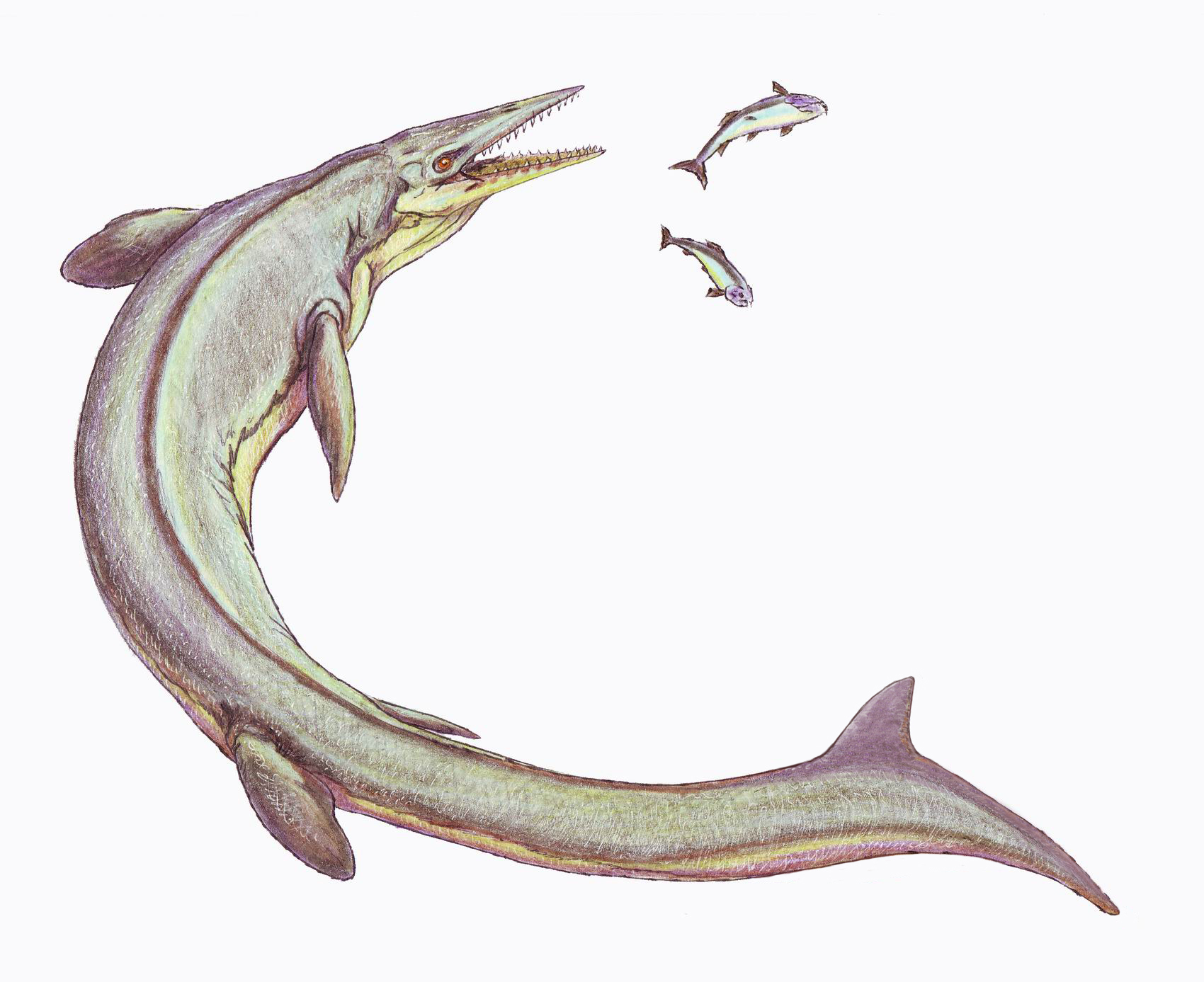
クリダステス

モササウルス科はニオブララ累層において最も一般的な海生爬虫類であり、当時の海で最も繁栄を極めた。ニオブララ累層のモササウルス科にはティロサウルス亜科・プリオプラテカルプス亜科・モササウルス亜科・ハリサウルス亜科の4亜科がおり、頭足類・魚類・カメ・翼竜類・鳥類・首長竜を捕食する支配的な捕食動物だった。小型のモササウルス類を捕食したとする化石証拠も発見されている。しかし、クレトキシリナといった大型のサメに襲われることもあった。
当時のニオブララ累層は西部内陸海路の中央に存在していたため、この地域にモササウルス類の若い個体が居ることは、モササウルス類が数百キロメートル沖に出て出産したことを示唆している。幼体は捕食者に対して脆弱であると推測されており、モササウルス類は単独でなく集団で生活していた可能性が高い。また、胎生の動物は卵生の動物よりも幼体の個体数が一般的に少ない傾向があるため、産まれた個体が少ない場合には個体数維持のため集団に保護を求めた可能性が高い。
- ティロサウルス
- プラテカルプス
- プレシオプラテカルプス
- クリダステス
- エオナタトル

#### 翼竜

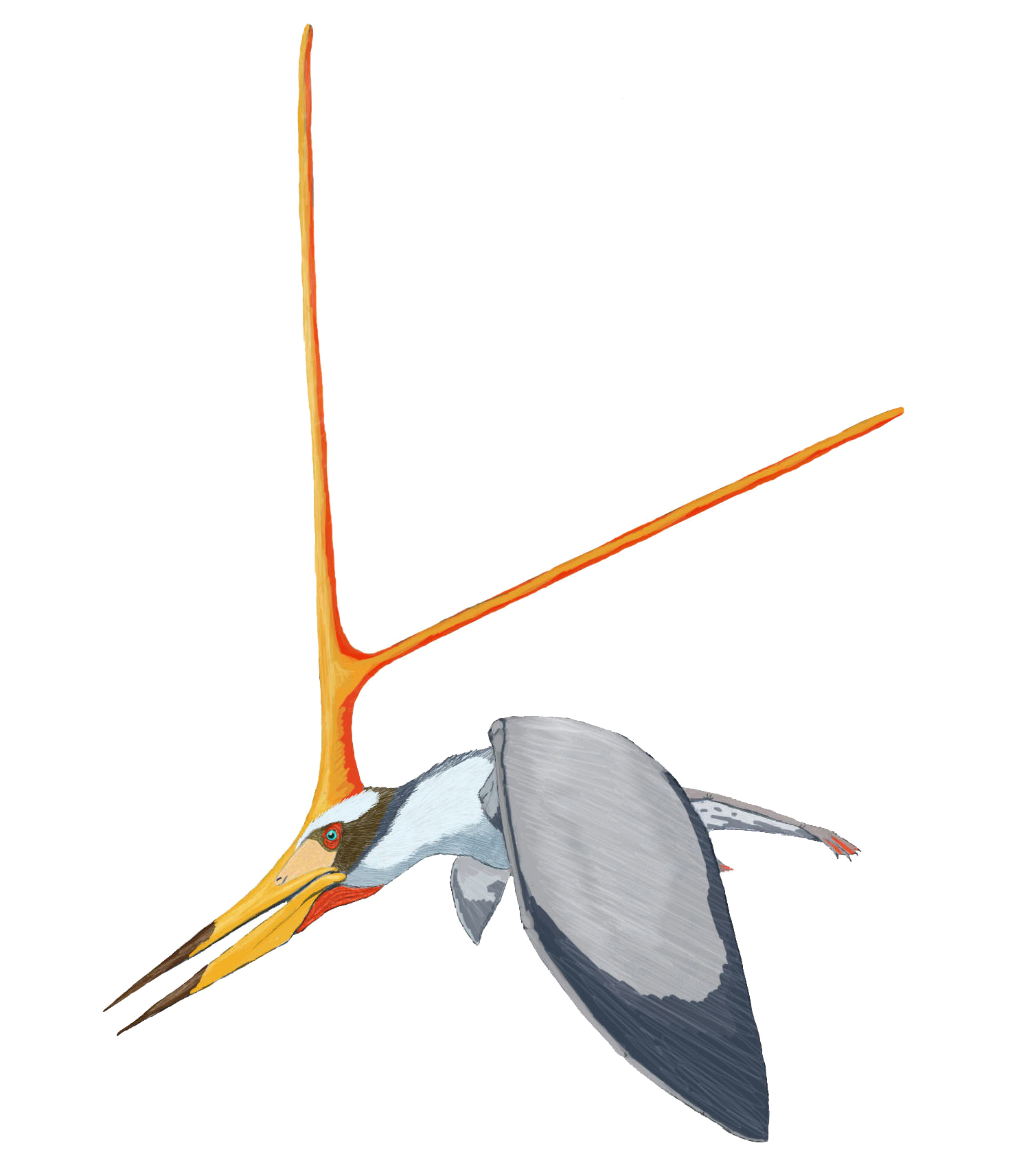
ニクトサウルス

分類学にも左右されるが、2 - 4属の翼竜が生息していた。ニクトサウルス以外は翼指竜亜目プテラノドン科に属する。ニクトサウルスをプテラノドン科に含むとする見解もあり、少なくともプテラノドンと遠い関係にあるわけではない。成体の雄の標本にはいずれも頭部に巨大な鶏冠があった。ニオブララ累層の翼竜はおそらく海上で大半の時間を過ごしていたとみられ、陸に向かうことは少なかったと考えられている。ニクトサウルスは翼を支える第4指節骨以外の指を欠いており、陸上を四足歩行したと推定されている他の翼竜と比較して陸上での行動が制限されたことを示している。
- ダウンドラコ
- ゲオステルンベルギア
- ニクトサウルス
- プテラノドン

#### 非鳥類型恐竜

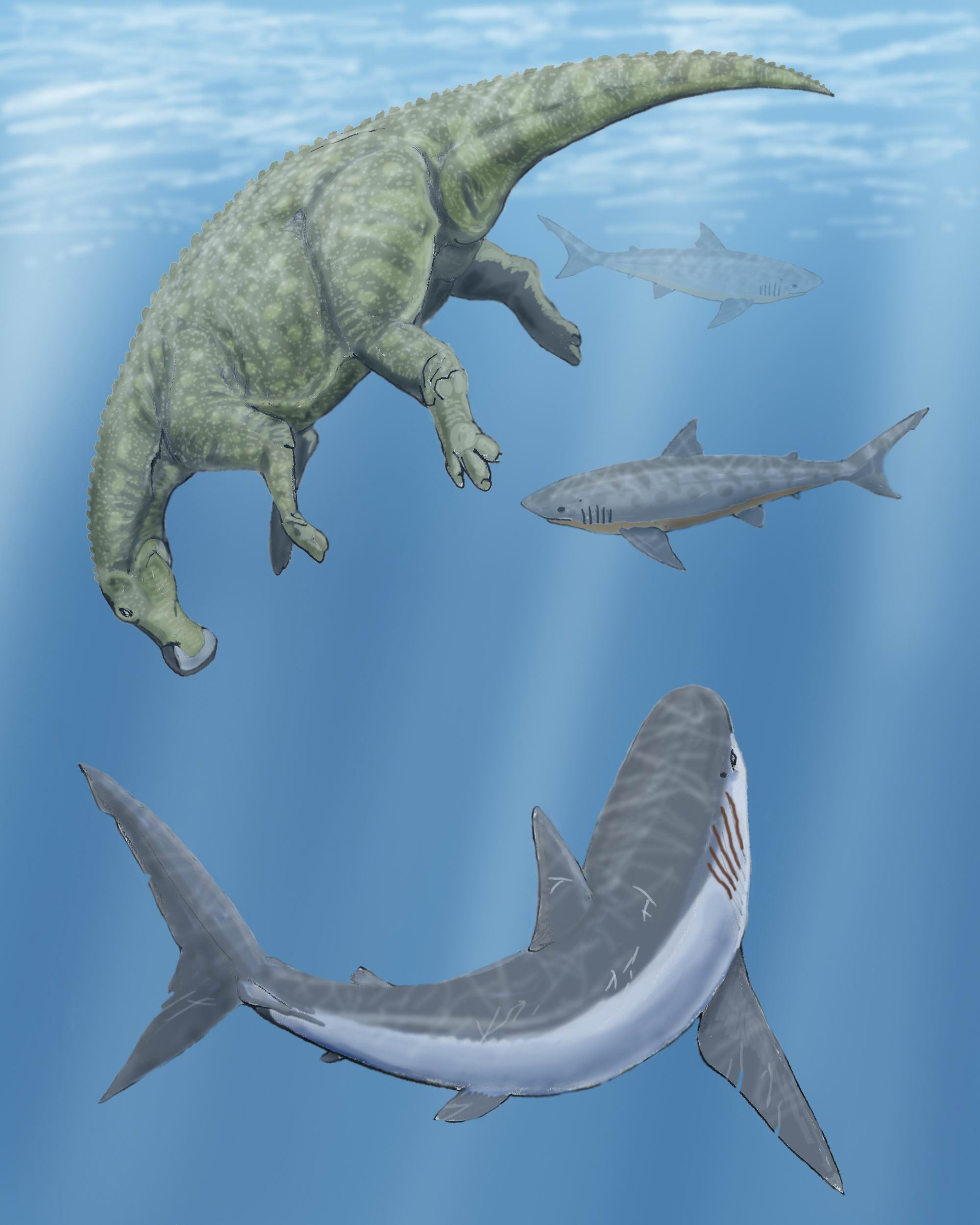
クラオサウルス

ニオブララ累層は海岸から数百キロメートル離れた海域であるが、陸から流されてきたと推測される非鳥類型恐竜の化石が発見されている。潮汐や洪水により死体が運搬され、体内の細菌の発するガスにより浮力を獲得して卓越した風と海流によって沖へ運ばれ、そこで沈んで堆積したと考えられている。ハドロサウルス類の尾椎からは噛み跡やスクアリコラックスの歯が発見されており、サメがハドロサウルス類恐竜の尾椎の一部を消化していたことが示唆されている。ニオブララ累層で発見される恐竜化石の大半はノドサウルス科のものであり、角竜や鳥類以外の獣脚類は発見されていない。
- クラオサウルス
- 未同定のハドロサウルス科恐竜
- ニオブララサウルス
- ヒエロサウルス

#### 鳥類

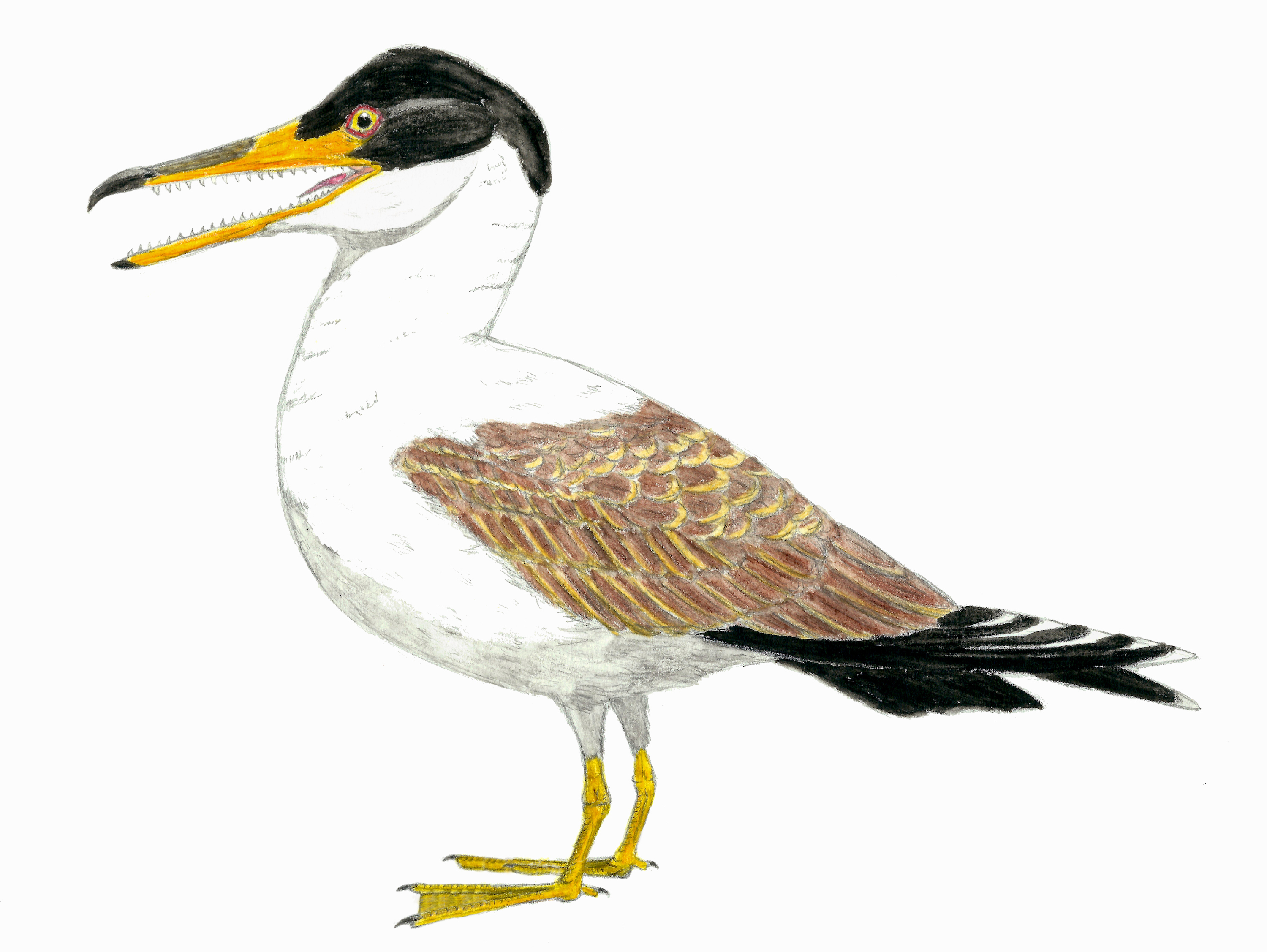
イクチオルニス

希少ではあるが、3属の鳥類がニオブララ累層で発見されている。彼らは現生鳥類を含むクレードの外側に位置し、まだ歯が残っていた。バプトルニスとヘスペロルニスは水中に潜る海鳥で、イクチオルニスは現在のカモメに似た生態的地位の海鳥だった。いずれもシファクティヌスやサメ、モササウルス類に捕食されていた。
- バプトルニス
- ヘスペロルニス
- イクチオルニス

## 資源
ニオブララ累層には商業用の炭化水素が豊富に含まれている。東部のデンバー盆地からは天然ガス、ノースパーク盆地からはからは石油が産出しており、新たな破砕手法により広大な面積での石油利用が可能となっている。